# ۲-یدوبنزنوئیک اسید
۲-یدوبنزنوئیک اسید (به انگلیسی: 2-Iodobenzoic acid) با فرمول شیمیایی C۷H۵IO۲ یک ترکیب شیمیایی با شناسه پاب‌کم ۶۹۴۱ است. که جرم مولی آن ۲۴۸٫۰۱۸ g/mol می‌باشد. 